# Breda A.8

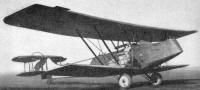
Breda A.8

Breda A.8 là một mẫu thử hai tầng cánh hai động cơ, do Società Italiana Ernesto Breda thiết kế chế tạo với mục đích làm máy bay ném bom đêm vào năm 1927.

## Tính năng kỹ chiến thuật
Đặc tính tổng quan
- Kíp lái: 4
- Sức chứa: 1800kg
- Chiều dài: 16,7 m (54 ft 9 in)
- Sải cánh: 23 m (75 ft 6 in)
- Diện tích cánh: 143 m2 (1.540 foot vuông)
- Trọng lượng rỗng: 3.800 kg (8.378 lb)
- Trọng lượng có tải: 5.600 kg (12.346 lb)
- Động cơ: 2 × Lorraine-Dietrich 12db , 300 kW (400 hp)  mỗi chiếc

Hiệu suất bay
- Vận tốc cực đại: 175 km/h (109 mph; 94 kn)
- Thời gian bay: 6h
- Trần bay: 3.500 m (11.483 ft)
- Tải trên cánh: 39 kg/m2 (8,0 lb/foot vuông)

Vũ khí trang bị

- Bom: 800 kg